# Natey Jones
Natey Jones (* 20. Jahrhundert) ist ein britischer Schauspieler.

## Leben und Karriere

### Ausbildung und erste Theater- und Fernsehrollen
Natey Jones wuchs in Edgware, im Nordosten Londons auf. Bereits als Kind begeisterte er sich für die Schauspielerei. Nach seinem Schulabschluss war er unentschlossen, ob er Rechtswissenschaft oder Schauspiel studieren sollte. Er entschied sich für ersteres und arbeitete mehrere Jahre in einer Anwaltskanzlei. Später reizte ihn die Schauspielarbeit und er belegte Kurse an der im Süden Londons beheimateten Identity School of Acting (IDSA). Die Arbeit als Darsteller begeisterte ihn und er fand im Jahr 2015 einen Agenten. Es folgten unter anderem Auftritte in Inszenierungen der Royal Shakespeare Company (The Achemist, Don Quixote, Doctor Faustus, jeweils 2016).
Neben der Arbeit am Theater, die Jones zu Anfang favorisierte, begann er parallel ab 2013 Gastrollen in verschiedenen britischen Fernsehserien zu übernehmen, darunter die BBC-Produktionen Doctors (2017), Casualty (2018) oder Father Brown (2020). Sein Kinodebüt gab er als Ensemblemitglied von Paul Duddridges Liebesfilm Together (2018).

### Erfolg mitPretty Red DressundThe Harder They Come
Den Durchbruch als Kinoschauspieler ebnete ihm im Jahr 2022 seine Hauptrolle in dem Debütfilm Pretty Red Dress von Dionne Edwards. Darin war Jones als maskuliner, ehemaliger Gefängnisinsasse Travis zu sehen, der zu Freundin und Tochter in den Süden Londons zurückkehrt. Die Familiendynamik gerät jedoch aus den Fugen, als die Frauen entdecken, dass Travis ein für seine Freundin gekauftes Kleid selbst anprobiert. Das titelgebende rote Kleid war bei der Vorbereitung auf die Rolle „nie eine Komplikation“, so Jones. „Es ging darum zu verstehen, warum jemand das Bedürfnis verspürt, das zu tun. Es ging um dieses Verständnis aus menschlicher Sicht.“ Für seine Leistung wurde er im Juni 2023 vom britischen Branchendienst Screen International zu den „Stars of Tomorrow“ im Vereinigten Königreich und Irland gezählt.
Von März bis April 2023 gab Jones sein Off-Broadway-Debüt mit der Hauptrolle in Suzan-Lori Parks’ Musical The Harder They Come am New Yorker Joseph Papp Public Theater. Angelehnt an den gleichnamigen jamaikanischen Kriminalfilm aus dem Jahr 1972 übernahm er den Part des jungen Sängers Ivan, der in Kingston versucht eine professionelle Karriere als Musiker zu starten. Die Produktion gewann im Jahr ihrer Veröffentlichung den Outer Critics Circle Award als bestes neues Off-Broadway-Musical, während Jones als bester Musical-Hauptdarsteller nominiert wurde. Eine weitere Nominierung erhielt er für den Lucille Lortel Award in derselben Kategorie.

## Filmografie (Auswahl)
- 2013: Redemption End (Fernsehserie, 1 Folge)
- 2014: Smile (Kurzfilm)
- 2016: Jack and Dean of All Trades (Fernsehserie, 1 Folge)
- 2017: Doctors (Fernsehserie, 1 Folge)
- 2018: Together
- 2018: Casualty (Fernsehserie, 1 Folge)
- 2020: Father Brown (Fernsehserie, 1 Folge)
- 2020: Wuffel, der Wunderhund (Waffle the Wonder Dog, Fernsehserie, 1 Folge)
- 2021: Alpha & Omega (Kurzfilm)
- 2022: Pretty Red Dress

## Auszeichnungen
- 2023: Nominierung für den Lucille Lortel Award – The Harder They Come (Bester Musical-Hauptdarsteller)
- 2023: Nominierung für den Outer Critics Circle Award – The Harder They Come (Bester Musical-Hauptdarsteller)
- 2023: Screen International – „Star of Tomorrow“ (Schauspiel)